# Sallustio Petrocini

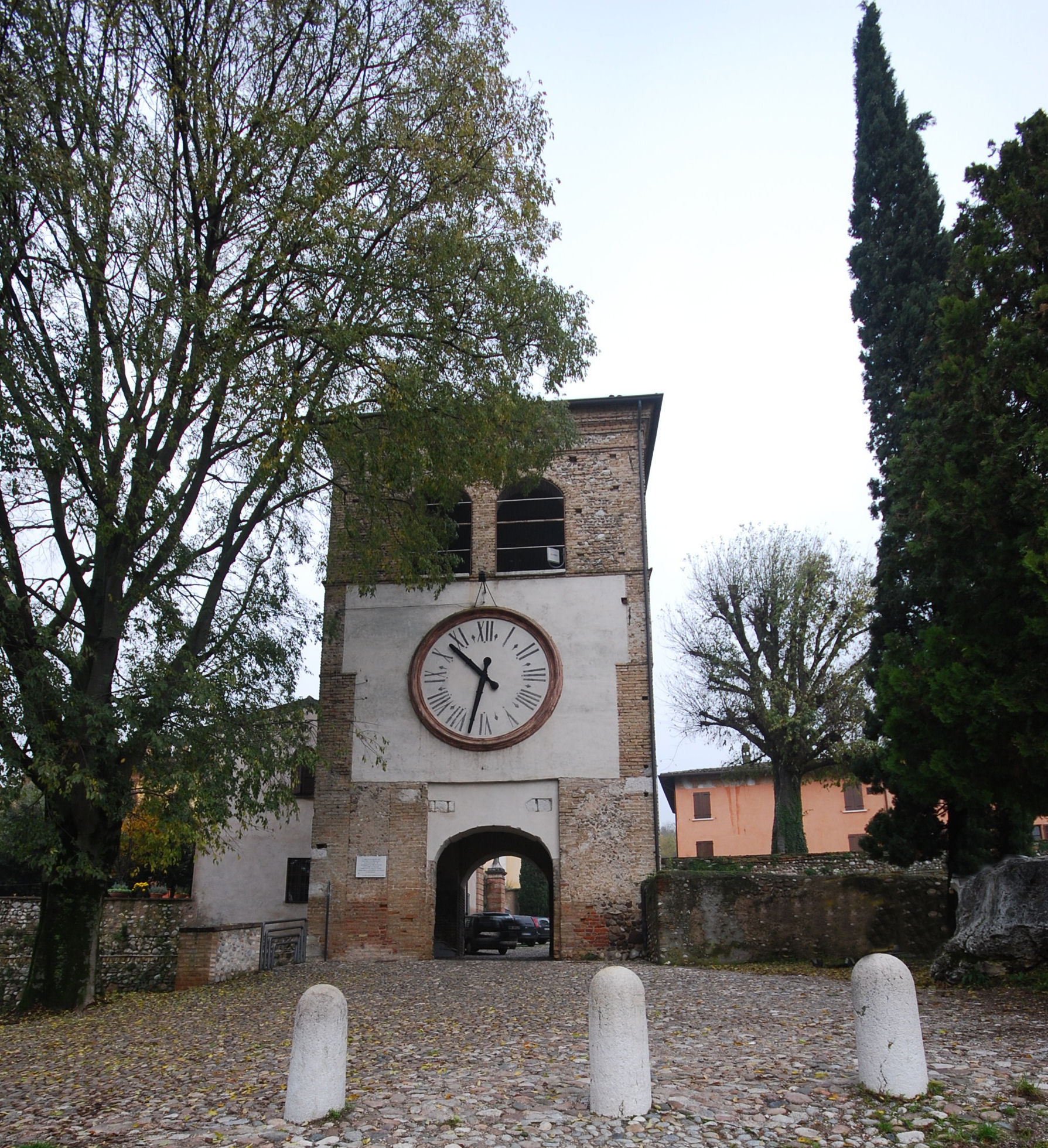
Torre del castello di Castiglione.

Sallustio Petrocini (... – Castiglione delle Stiviere, 7 gennaio 1618) è stato un giurista e diplomatico italiano, consigliere dei marchesi di Castiglione Rodolfo e Francesco Gonzaga.

## Biografia
Fu al servizio dei marchesi di Castiglione Rodolfo e Francesco Gonzaga. 
Venne coinvolto nella lunga disputa che riguardò la successione al marchesato di Solferino, dopo la morte nel 1587 di Orazio Gonzaga, che vide contrapposti i presunti eredi: da una parte il duca di Mantova Guglielmo Gonzaga, dall'altra il marchese di Castel Goffredo Alfonso Gonzaga, unitamente a Rodolfo Gonzaga. Per questo, intorno al 1585, Sallustio venne inviato alla corte imperiale di Praga per seguire da vicino la vicenda, ritornando a Castiglione solo nell'aprile 1589. Fu inviato di nuovo a Praga nel 1593 successivamente all'assassinio di Rodolfo Gonzaga per dirimere la questione della successione al marchesato di Castel Goffredo, conteso dal duca di Mantova Vincenzo I Gonzaga e i parenti di Castiglione. 
L'attaccamento del Petrocini ai marchesi di Castiglione provocò più volte le ire di Vincenzo, desideroso di impossessarsi della fortezza di Castel Goffredo e pensò di eliminare il consigliere tanto scomodo. Fu affidato l'incarico a Prospero Gonzaga, parente della linea dei Gonzaga di Luzzara, che si avvalse dell'esperienza di Alessio Bertolotti, uomo d'armi al servizio dei signori di Castiglione. Gli fu salvata la vita, ma venne tradotto nelle carceri di Mantova, con la scusa di avere sollevato una rivolta popolare. Egli richiese la scarcerazione nel luglio 1593 contro garanzia di 3.000 scudi, ma la grazia non venne concessa e venne rilasciato solo nel 1598. Nell'aprile di quell'anno fu di nuovo a Praga per sostenere le ragioni di Francesco Gonzaga sul feudo di Castel Goffredo. Fu accanto a Francesco Gonzaga, che si trasferì per ragioni di salute a Maderno nel palazzo Gonzaga, quando morì il 23 ottobre 1616 e venne quindi riportato a Castiglione.
Sallustio fu assassinato a Castiglione il 7 gennaio 1618, forse a causa dei soprusi inferti alla popolazione.